# La isla Negra
La isla Negra es el séptimo álbum creado por Hergé en su serie las aventuras de Tintín. Se publicó primero en Le Petit Vingtième desde abril de 1937 hasta junio de 1938; después, como álbum en blanco y negro a finales de 1938, y se reeditó en color en 1943.

## Argumento
En uno de sus paseos, Tintín y Milú ven a un avión que parece tener problemas. Al acercarse, Tintin es disparado y el avión se da a la fuga. Tras reponerse en el hospital, se entera de que el avión se ha estrellado en Inglaterra.
Tintín se dirige al país británico, pero en el tren le acusan de atentado los policías Hernández y Fernández, y huye.

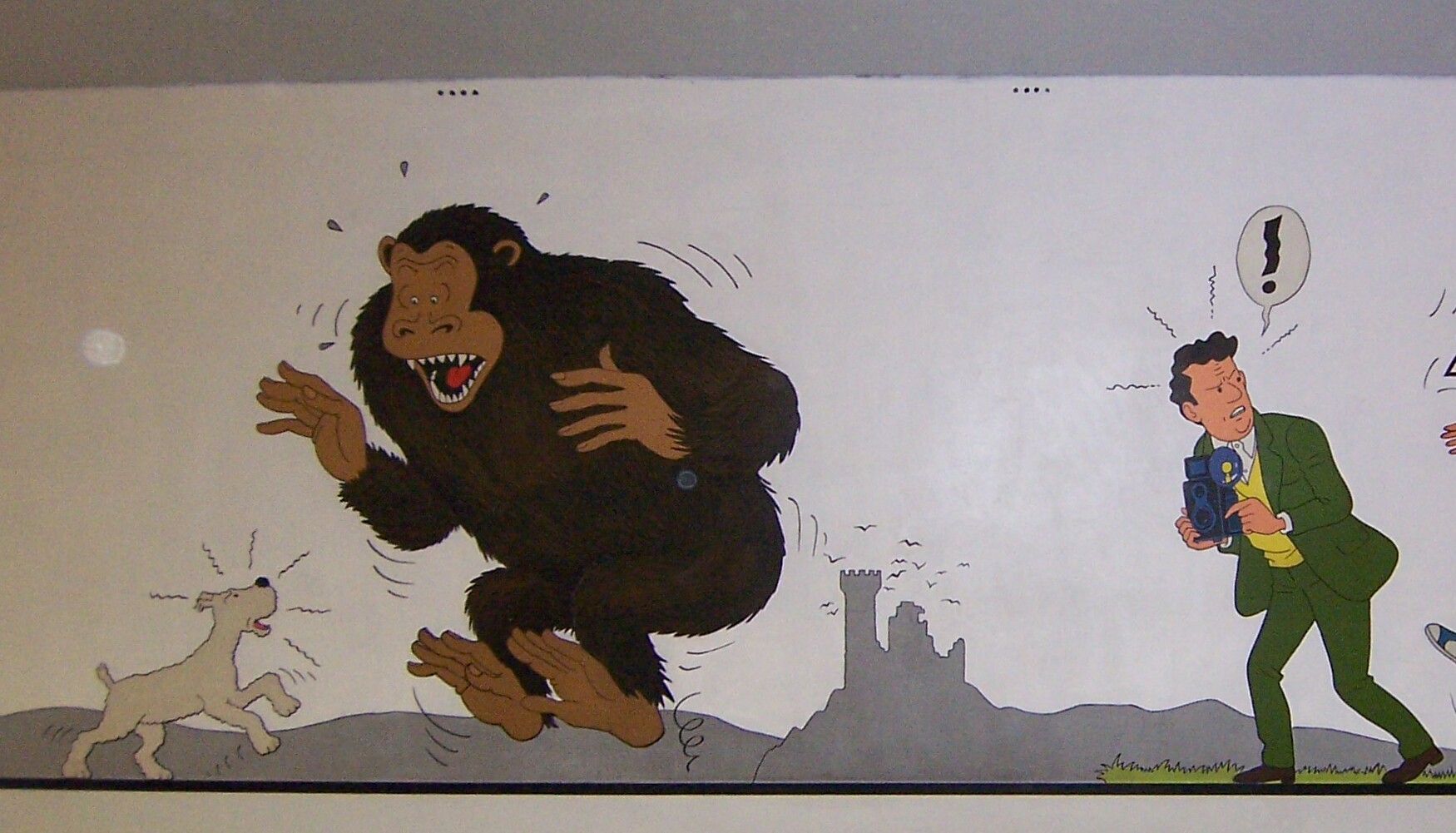
Parte de un mural de la estación Stockel, de Bruselas

Tras despistar a los policías, Tintín coge un barco y viaja finalmente a Inglaterra, pero una banda de malhechores lo obliga a que se suicide. Salvado por Milú, encuentra un enigma entre los restos del avión. En él figuran el nombre de Müller y otros signos. Tras intentar llegar a la carretera, ve que una propiedad es del Doctor Müller. Intrigado, decide ir a espíar, pero cae en una trampa, y Müller pretende llevarlo a un manicomio para enloquecerlo. Tintín se desata, y hay una pelea en la casa que acaba con un incendio. Tintín los persigue hasta Escocia, donde descubre que hay una isla que aterra a todos los habitantes de la región. Tintín va allí y descubre que lo que los aterraba era un gorila al que asusta hasta un aullido de Milú. Tintín descubre que esa isla es la sede de una banda de falsificación de billetes, detiene a toda la banda y lleva al gorila, que en realidad es un cobarde genial, a un zoológico en Londres.